# ハード・キャンディー (アルバム)
『ハード・キャンディー』（Hard Candy）は、マドンナのオリジナル・アルバム。同作が、ワーナー・ブラザース・レコードから発売される最後のオリジナル・アルバムとなる。

## 概要
ジャスティン・ティンバーレイクやティンバランド、ファレル・ウィリアムズ（ザ・ネプチューンズ）などを起用していることから、ヒップホップ色が強いものに仕上がっている。
当初は、エイコンらの名前が挙がるなど、多数のプロデューサーを起用するとみられていた。結局は、ネプチューンズによる曲と、ティンバーレイク・ティンバランドとの共作曲がほぼ半々となっている。
2007年から、いくつかの楽曲(未発表のものも含めた)がネット上にリークされたり、タイトルや発売時期に関する噂が乱れ飛んだ。正式タイトルと発売日が発表されたのは、2008年2月下旬になってである。
アルバム・タイトルについて、「これはタフさとスイートさの共存を表すもの。私があなたを痛めつけてあげるわ。でもあなたはそれを気持ちいいと感じるはず」と、コメントしている。

## 記録
米ビルボードアルバムチャートで通算7作目の1位を獲得。女性として歴代2位の記録となる。
オリコンアルバムチャートで、1990年6月の『アイム・ブレスレス』以来、17年11か月ぶりに1位を獲得、ソロ歌手の1位インターバル最長記録となった。さらに、80年と90年、00年代で1位を記録という"3年代連続1位"を成し遂げた。
世界36ヶ国で1位を記録。
第23回日本ゴールドディスク大賞で「ザ・ベスト3・アルバム」部門を受賞した。
「マイルズ・アウェイ」が第23回日本ゴールドディスク大賞で以下の部門を受賞した。
- 「着うたフル ソング・オブ・ザ・イヤー」
- 「着うた ソング・オブ・ザ・イヤー」
- PC配信ソング・オブ・ザ・イヤー

## 収録曲
| #   | タイトル                                                                   | 作詞 | 作曲・編曲 |
| --- | -------------------------------------------------------------------------- | ---- | ---------- |
| 1.  | 「キャンディー・ショップ」(Candy Shop)                                     |      |            |
| 2.  | 「フォー・ミニッツ」(4 Minutes)                                            |      |            |
| 3.  | 「ギヴ・イット・トゥ・ミー」(Give It 2 Me)                                 |      |            |
| 4.  | 「ハートビート」(Heartbeat)                                                |      |            |
| 5.  | 「マイルズ・アウェイ」(Miles Away)                                         |      |            |
| 6.  | 「シーズ・ノット・ミー」(She's Not Me)                                     |      |            |
| 7.  | 「インクレディブル」(Incredible)                                           |      |            |
| 8.  | 「ビート・ゴーズ・オン」(Beat Goes On)                                     |      |            |
| 9.  | 「ダンス・トゥナイト」(Dance 2night)                                       |      |            |
| 10. | 「スパニッシュ・レッスン」(Spanish Lesson)                                 |      |            |
| 11. | 「デヴィル・ウドゥント・レコグナイズ・ユー」(Devil Wouldn't Recognize You) |      |            |
| 12. | 「ヴォイシス」(Voices)                                                     |      |            |

| #   | タイトル                             | 作詞 | 作曲・編曲 |
| --- | ------------------------------------ | ---- | ---------- |
| 13. | 「リング・マイ・ベル」(Ring My Bell) |      |            |